# (35982) 1999 NJ4
1999 أن جاي 4 (ويعرف أيضًا باسم (35982) 1999 أن جاي 4 وفق تسمية الكوكب الصغير) (بالإنجليزية: 1999 NJ4)‏ هو كويكب ضمن حزام الكويكبات؛ وترتيبه 35982 من حيث الاكتشاف.
اكتُشف هذا الجُرم الفلكي بواسطة جون بروفتون في 11 يوليو 1999.

## وصلات خارجية
- (35982) 1999 NJ4 في قاعدة بيانات مختبر الدفع النفاث لأجرام النظام الشمسي الصغيرة

- الاكتشاف · مخطط المدار ·  العناصر المدارية · المعلمات المادية

- (35982) 1999 NJ4 على موقع ويكي سكاي: DSS2, SDSS, GALEX, IRAS, Hydrogen α, X-Ray, Astrophoto, Sky Map, Articles and images